# Alberto López-Asenjo
Alberto Manuel López-Asenjo García, anteriormente Alberto Manuel López García-Asenjo, (n. Ávila, 5 de mayo de 1961) es un veterinario y funcionario del Estado, miembro del Cuerpo Nacional Veterinario, español. Doctor en medicina veterinaria, en Farmacología y Toxicología, trabaja adscrito al Ministerio de Ciencia, Innovación y Universidades.

## Biografía
Nació en Ávila porque allí estaba destinado su padre, veterinario inspector de la Administración del Estado, pero se considera gijonés puesto que creció en Gijón, donde estudió en el Colegio de la Inmaculada y formó parte del equipo de equitación del Club Hípico Astur. También se casó en Gijón y tiene tres hijos.
Es licenciado en medicina veterinaria, máster en Acuicultura («Patología y salud animal»), y doctor en Farmacología y Toxicología por la Universidad Complutense de Madrid. En 1985 entró en el Cuerpo Nacional de Veterinarios como funcionario del Estado y en 1986 comenzó su labor de técnico en el sector pesquero dentro del Ministerio de Agricultura, Pesca y Alimentación que en 1993 le llevó destinado a la Embajada de España en Marruecos, en Rabat, como consejero de Agricultura, Pesca y Alimentación para Marruecos y Mauritania, donde participó en las negociaciones comunitarias sobre cuotas y el acuerdo de pesca para Canarias con la Unión Europea, y en 1996 a Bruselas, también como consejero de Agricultura, Pesca y Alimentación, en la Representación Permanente de España ante las Comunidades Europeas hasta el fin de la presidencia española de la UE en 2002, cuando regresó a Madrid como director general de Estructuras y Mercados Pesqueros y presidente del Fondo de Regulación y Ordenación de los Mercados Pesqueros (FROM).
En 2007 de nuevo deja Madrid y es destinado a Roma, como representante permanente adjunto de España ante la Organización de las Naciones Unidas para la Alimentación y la Agricultura (FAO) y el Programa Mundial de Alimentos (PMA), hasta 2011, y como consejero principal en el departamento de cooperación técnica de la FAO hasta 2014. De Roma se traslada a París, como consejero de Agricultura, Alimentación y Medio Ambiente de la Embajada de España en Francia y de la Delegación Permanente de España ante la OCDE. En 2017, vuelve a Madrid, al equipo de la ministra Isabel García Tejerina como secretario general de Pesca, hasta que es sustituido por Alicia Villauriz en 2018, y se incorpora como consejero en la Dirección General de Desarrollo Rural, Innovación y Política Forestal primero, y como consejero delegado del Instituto Español de Oceanografía (IEO) posteriormente.
Es miembro de la Real Academia de la Mar, y de las cofradías de gastrónomos del Yumay, del Oricio, de la Anchoa De Cantabria, y del Colesterol.  
Es comendador de la Orden del Mérito Civil y de la Orden de Isabel la Católica, y ha sido condecorado con la Orden del Mérito Agrícola de Francia, en grado de oficial, y con la Cruz de Mérito del Cuerpo de la Guardia Civil, distinción - plata.
En 2023 ingresó en la Real Academia de las Ciencias Veterinarias de España, y en 2024 se convierte en académico fundador y presidente de la Academia de Ciencias Veterinarias del Principado de Asturias. En junio de 2025 participó como ponente en la Conferencia Mundial sobre Biotecnología en el Sector Agroalimentario, organizada por la Organización de las Naciones Unidas para la Alimentación y la Agricultura.

## Vida política
En las elecciones municipales de 2019 fue candidato a la alcaldía del Ayuntamiento de Gijón como independiente en la lista electoral del Partido Popular. Resultó elegido concejal, se afilió al PP, y fue nombrado portavoz del grupo popular en el pleno del Ayuntamiento de Gijón. El 30 de septiembre de 2021 se da de baja en el partido, pasando a ser edil no adscrito.